# 遙控潛水器

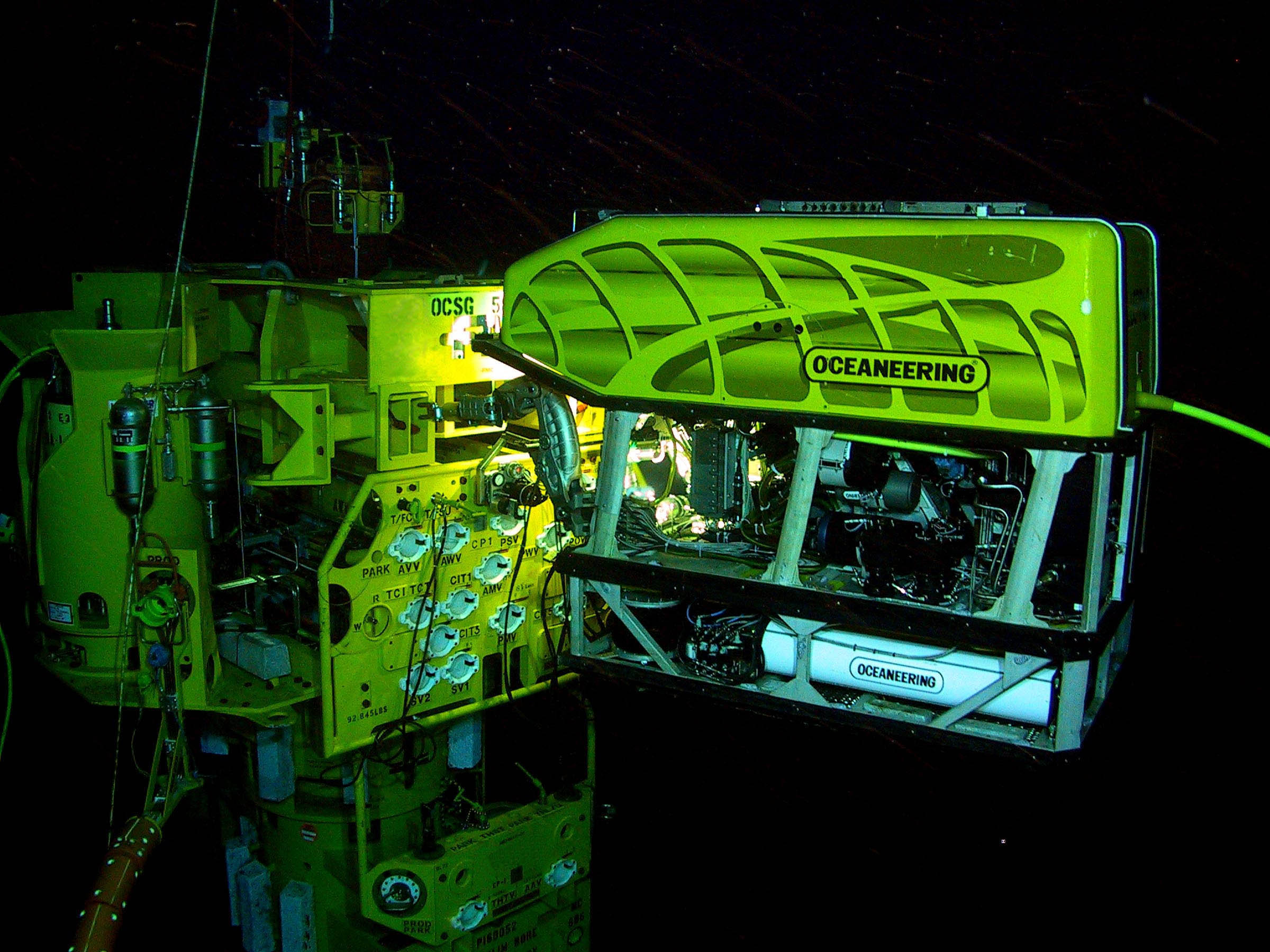
遙控潛水器工作在水下油氣田。潛水器的是在海底結構閥門操作海底扭矩工具（扳手）。

遙控潛水器（英語：Remotely operated underwater vehicle，縮寫：ROV）是一個無人的水下航行器，以電纜連接到母船的人員操作。常搭載水下光源和照相機、攝影機、機械手臂、聲納等。因為具有機械手臂，所以又稱為水下機器人。
遙控潛水器與全自動的自主水下載具（AUV）之主要不同是：前者需要人員的操作和關注，但可執行更複雜的工作。作為具有水下觀察和作業能力的活動深潛裝置，深海潛水器大致可分為帶纜水下機器人（ROV）、無纜自主水下機器人（AUV）、自主遙控水下機器人(Autonomous & Remotely Operated Vehicle，ARV）和載人潛水器（Human Occupied Vehicle， HOV）等類型。

## 相關事件
日前，一艘屬於美國海軍的海洋探測船AGS-62號在菲律賓蘇比克灣西北50公里的南中國海國際公海海域，將兩個無人駕駛的水底探測器放入海中，以試圖收集水溫、含鹽度、及能見度等數據。
2016年12月15日（星期四），一艘隸屬於中國解放軍海軍南救510號救難艦，編號「ARS-510」，在南中國海國際公海不顧美國艦艇抗議，撈走一具美國的無人水下載具。美國國防部立刻透過官方管道要求中方依照國際法規立即歸還。